# Titularerzbistum Nacolia
Nacolia ist ein Titularerzbistum der römisch-katholischen Kirche. Es geht zurück auf ein früheres Bistum der antiken Stadt Nakoleia in der kleinasiatischen Landschaft Phrygien (in der Spätantike römische Provinz Phrygia salutaris), heute Seyitgazi in der westlichen Türkei.
| Titularbischöfe von Nacolia |                       |                                                                                             |                  |               |
| Nr.                         | Name                  | Amt                                                                                         | von              | bis           |
| 1                           | Pasquale Trosksi      | Alterzbischof von Skopje (Osmanisches Reich/Königreich Serbien)                             | 29. April 1908   | 29. Juli 1917 |
| 2                           | Kazimierz Ruszkiewicz | Weihbischof in Warschau (Russisches Reich/Regentschaftskönigreich Polen/Polnische Republik) | 2. November 1917 | 25. März 1925 |
| 3                           | Pasquale Berardi      | Alterzbischof von Gaeta (Königreich Italien/Italien)                                        | 3. Mai 1925      | 23. Juli 1946 |
| 4                           | Joseph Rabbani        | Alterzbischof von Homs-Hama-Nabk (Syrien)                                                   | 24. Februar 1951 | 2. Mai 1973   |